# Курилис (Келеський район)
Курили́с (каз. Құрылыс) — село у складі Келеського району Туркестанської області Казахстану. Входить до складу Біртілецького сільського округу.
Населення — 668 осіб (2021; 782 у 2009, 208 у 1999, 547 у 1989).